# Slavko Šohaj
Slavko Šohaj (Zagreb, 8. lipnja 1908. – Zagreb, 2. siječnja 2003.), bio je hrvatski slikar i grafičar. 

## Životopis
Slikarstvo je studirao na Umjetničkoj akademiji (kasnijoj Akademiji likovnih umjetnosti u Zagrebu) u klasi profesora Becića i Babića (1926. – 1931.). Nakon Akademije kao stipendist francuske vlade boravi u Parizu od jeseni 1931. do jeseni 1932. Tamo ga očaravaju Cézanne i Matisse, ekspresionizam i fovizam. 
Druga velika ljubav Slavka Šohaja bila je glazba, tako da je po povratku iz Pariza 1933. godine, upisao studij glasovira kod profesora Svetislava Stančića. Međutim Šohaj nikada nije javno nastupao, već je glazba bila i ostala njegov intimni prostor uživanja i meditacije. Od 1935. radi kao crtač u Arheološkom muzeju u Zagrebu, sve do umirovljenja 1965.
Po povratku iz Pariza intenzivno slika i izlaže, naročito s Grupom trojice (Babić, Becić, Miše); 1934. i 1935., te na skupnim izložbama hrvatskih umjetnika; 1937., 1939., 1940. godine. Izlagao je i na Venecijanskom bijenalu 1942. s tadašnjim izborom hrvatskih umjetnika; Bruno Bulić, Josip Crnobori, Jozo Kljaković, Slavko Kopač, Miroslav Kraljević, Ivan Meštrović, Antun Mezdjić, Antun Motika, Juraj Plančić, Josip Račić, Ivo Režek, Antun Augustinčić, Emanuel Vidović.
Nakon rata, 1952. dobiva priliku da samostalno izlaže u Parizu, a nakon toga rjeđe izlaže i to uglavnom na skupnim izložbama. Intenzivno se druži s kolegama slikarima Otonom Postružnikom i Franom Šimunovićem s kojima osniva umjetničku grupu 1958. Grupu trojice, nakog često zajedno i izlažu. 
Slavko Šohaj tek će kao šezdesetogodišnji umirovljenik 1968. dobiti priliku da samostalno izlaže u Zagrebu i to u Modernoj galeriji, za tu izložbu 1969. dobiva godišnju nagradu Vladimir Nazor. 
Dopisni član Jugoslavenske akademije znanosti i umjetnosti postaje 1977. Sljedeće godine - 1978. održava se njegova monografska izložba u Umjetničkom paviljonu, nakon koje dobiva 1979. Nazorovu nagradu za životno djelo. Posljednjom izložbom u Klovićevim dvorima 2000. godine Slavko Šohaj zaokružio je svoj životni i umjetnički krug, za tu izložbu dobio je Nagradu grada Zagreba 2000.
Šohajevo slikarstvo nastalo je pod snažnim utjecajem Cezanna i Matissa on je tom izričaju ostao vjeran do kraja svog života, njegova poznata djela su; Dječak II (1938.), Portret Hede (1949.), Notre Dame (1975.), Hyde park (1981.), Autoportret (1982.), Akt s paravanom (1987.), Ljudi u prirodi I (1987.)...

### Nagrade
- Godišnja nagrada Vladimir Nazor (1969.)[2]
- Životna nagrada Vladimir Nazor (1979.)[3]
- Nagrada grada Zagreba 2000. godine

### Posljednje izložbe
- 1978. Retrospektivna izložba, Umjetnički paviljon, Zagreb
- 1988. Retrospektivna izložba, Umjetnički paviljon, Zagreb
- 1995. Izbor iz donacije crteža, Kabinet grafike HAZU, Zagreb
- 2000. Retrospektivna izložba, Galerija Klovićevi dvori, Zagreb

## Vanjske poveznice
- Slavko Šohaj na portalu Galerije Kaptol  Arhivirana inačica izvorne stranice od 28. veljače 2009. (Wayback Machine)
- Margarita Sveštarov Šimat: Sjećanje: Slavko Šohaj (1908-2003) -na portalu MH  Arhivirana inačica izvorne stranice od 20. ožujka 2021. (Wayback Machine)